# Simone Vagnozzi
Simone Vagnozzi (* 30. Mai 1983 in Ascoli Piceno) ist ein ehemaliger italienischer Tennisspieler und heutiger -trainer.

## Karriere
Vagnozzi wurde 1999 Profi, bestritt aber bis 2000 ausschließlich Turniere der Future-Kategorie. Den ersten Einsatz in einen Challengerturnier hatte Vagnozzi im Doppel im August 2000 und im Einzel im Juli 2003. Eine Woche später konnte er mit seinem Trainingspartner Andreas Seppi seinen ersten Sieg in einem Challenger-Turnier feiern. Im August desselben Jahres folgte der erste Sieg im Einzel. In San Benedetto del Tronto erreichte 2003 Vagnozzi mit Daniele Giorgini erstmals ein Finale in einem Challengerturnier. In Olbia erreichte 2004 er erstmals im Einzel das Halbfinale eines Challenger-Turniers. Im August 2006 erreichte Vagnozzi zweimal das Halbfinale eines Challenger-Turniers. Im Januar 2007 feierte er seinen ersten Turniersieg im Doppel mit Marc López beim Challenger-Turnier in La Serena; im Juni 2007 schaffte Vagnozzi sein erstes Einzelfinale auf der Challengertour. Den ersten Einsatz im Hauptfeld der Maintour hatte Vagnozzi bei den Croatia Open 2005 im Doppel und 2010 im Einzel. Den ersten Sieg im Hauptfeld der Maintour feierte Vagnozzi im Doppel im Juni 2007 beim Orange Prokom Open mit Adrián García, im Einzel beim BCR Open Romania 2010. Mit den Punkten für diesen Sieg (und den Punkten für die erfolgreiche Qualifikation) konnte Vagnozzi sein bisheriges Bestranking 163 erreichen.
Mit Andreas Seppi erreichte Vagnozzi 2010 das Doppelfinale der SkiStar Swedish Open.
Im April 2011 profitierte Vagnozzi in Barcelona nach erfolgreicher Qualifikation von der Aufgabe seines Gegners Fabio Fognini und konnte in der zweiten Runde die Nr. 16 des Turniers, Juan Mónaco, besiegen.
Seit der Saison 2022 ist er, gemeinsam mit dem Australier Darren Cahill, Trainer des italienischen Tennisspielers Jannik Sinner.

## Erfolge
| Legende (Anzahl der Siege)                       |
| Grand Slam                                       |
| Tennis Masters Cup ATP World Tour Finals         |
| ATP Masters Series ATP World Tour Masters 1000   |
| ATP International Series Gold ATP World Tour 500 |
| ATP International Series ATP World Tour 250      |
| ATP Challenger Tour (17)                         |

### Einzel

#### Turniersiege
| Nr. | Datum         | Turnier | Belag | Finalgegner | Ergebnis      |
| --- | ------------- | ------- | ----- | ----------- | ------------- |
| 1.  | 27. Juni 2010 | Marburg | Sand  | Ivo Minář   | 2:6, 6:3, 7:5 |

### Doppel

#### Turniersiege
| Nr. | Datum             | Turnier                | Belag     | Partner                 | Finalgegner                           | Ergebnis           |
| --- | ----------------- | ---------------------- | --------- | ----------------------- | ------------------------------------- | ------------------ |
| 1.  | 21. Januar 2007   | La Serena              | Sand      | Marc López              | Carlos Berlocq Brian Dabul            | 3:6, 6:3, [10:1]   |
| 2.  | 2. September 2007 | Como                   | Sand      | Máximo González         | Flavio Cipolla Marco Pedrini          | 7:65, 6:4          |
| 3.  | 9. September 2007 | Genua                  | Sand      | Daniele Giorgini        | Simone Bolelli Flavio Cipolla         | 6:3, 6:1           |
| 4.  | 5. Januar 2008    | Nouméa                 | Hartplatz | Flavio Cipolla          | Jan Mertl Martin Slanar               | 6:4, 6:4           |
| 5.  | 2. Mai 2008       | Rom                    | Sand      | Flavio Cipolla          | Paolo Lorenzi Giancarlo Petrazzuolo   | 6:3, 6:3           |
| 6.  | 1. Juni 2008      | Alessandria            | Sand      | Flavio Cipolla          | Matwé Middelkoop Melle van Gemerden   | 3:6, 6:1, [10:4]   |
| 7.  | 30. August 2009   | Manerbio               | Sand      | Alessio di Mauro        | Yves Allegro Jesse Huta Galung        | 6:4, 3:6, [10:4]   |
| 8.  | 9. Mai 2010       | Kairo                  | Sand      | Martin Slanar           | Andre Begemann Dustin Brown           | 6:3, 6:4           |
| 9.  | 4. Juli 2010      | Braunschweig           | Sand      | Leonardo Tavares        | Igor Kunizyn Juri Schtschukin         | 7:5, 7:64          |
| 10. | 3. Oktober 2010   | Neapel                 | Sand      | Daniel Muñoz de la Nava | Andreas Haider-Maurer Bastian Knittel | 1:6, 7:65, [10:6]  |
| 11. | 20. Februar 2011  | Meknès                 | Sand      | Treat Conrad Huey       | Alessio di Mauro Alessandro Motti     | 6:1, 6:2           |
| 12. | 20. März 2011     | Rabat                  | Sand      | Alessio di Mauro        | Jewgeni Koroljow Juri Schtschukin     | 6:4, 6:4           |
| 13. | 27. März 2011     | Caltanissetta          | Sand      | Daniele Bracciali       | Daniele Giorgini Adrian Ungur         | 3:6, 7:62, [10:7]  |
| 14. | 18. Juni 2011     | Mailand                | Sand      | Adrián Menéndez         | Andrea Arnaboldi Leonardo Tavares     | 0:6, 6:3, [10:5]   |
| 15. | 21. August 2011   | Donostia-San Sebastián | Sand      | Stefano Ianni           | Daniel Gimeno Traver Israel Sevilla   | 6:3, 6:4           |
| 16. | 27. Juli 2013     | Orbetello              | Sand      | Marco Crugnola          | Guillermo Durán Renzo Olivo           | 7:63, 6:75, [10:6] |

#### Finalteilnahmen
| Nr. | Datum         | Turnier | Belag | Partner       | Finalgegner                  | Ergebnis |
| --- | ------------- | ------- | ----- | ------------- | ---------------------------- | -------- |
| 1.  | 18. Juli 2010 | Båstad  | Sand  | Andreas Seppi | Robert Lindstedt Horia Tecău | 4:6, 5:7 |